# Укубаев, Кинабек
Кинабек Укубаев (узб. Kinabek Ukboyev, 1913—1994) — советский хозяйственный, государственный и политический деятель, Герой Социалистического Труда.

## Биография
Родился в 1913 году в кишлаке Булатой. Член КПСС с 1940 года.
С 1926 года — на хозяйственной, общественной и политической работе. В 1926—1980 гг. — крестьянин в Пахтааральском районе, бригадир колхоза имени Пушкина Гулистанского района, инструктор райисполкома, председатель Кизилабадского сельсовета, инструктор райкома КП Узбекистана, председатель колхоза имени Пушкина, секретарь Гулистанского райкома КП Узбекистана, председатель Мирзачульского райисполкома, первый секретарь Мирзачульского райкома КП Узбекистана, директор совхоза «23 съезд КПСС» Сырдарьинской области, директор хлопкоочистительного завода «Мир» Акалтынского района.
Указом Президиума Верховного Совета СССР «О присвоении звания Героя Социалистического Труда колхозникам, колхозницам, работникам машинно-тракторных станций, совхозов, партийным и советским работникам Узбекской ССР» от 11 января 1957 года удостоена звания Героя Социалистического Труда за «выдающиеся успехи, достигнутые в деле развития советского хлопководства, широкое применение достижений науки и передового опыта в возделывании хлопчатника и получение высоких и устойчивых урожаев хлопка-сырца» с вручением ордена Ленина и золотой медали «Серп и Молот».
Избирался депутатом Верховного Совета Узбекской ССР 3-4-го созывов.
Умер в 1993 году.